# قهرمان میرزا سردار اعظم
قهرمان میرزا سردار اعظم (زاده ۱۸۷۰ میلادی – درگذشته ؟) نظامی و اشراف‌زاده دوره قاجار
او پسر اول ابوالفتح خان صارم‌الدوله و بانو عظمی و نوه ناصرالدین‌شاه بود.

## فعالیت‌های دولتی
قهرمان میرزا پس از درگذشت پدرش در سال ۱۸۸۸ میلادی به صارم‌الدوله ملقب شد و در سال ۱۸۹۵ میلادی لقب سردار اعظم نیز به عناوین او افزون گردید. او فرماندهی نیروهای مسلح اصفهان را به عهده داشت. در سال ۱۳۱۳ قمری به عنوان نماینده دایی‌اش ظل‌السلطان به منظور شرکت در جشن پنجاهمین سالگرد سلطنت ناصرالدین‌شاه به تهران آمد. با به قتل رسیدن ناصرالدین‌شاه توسط میرزا رضا کرمانی، چند ماهی در تهران ماند و سپس به اصفهان معاودت کرد. جرج پرسی چرچیل دربارهٔ قهرمان میرزا چنین قضاوت کرده‌است: «بر خلاف پدرش که فرمانده لایقی بود، فاقد هرگونه اطلاعات نظامی است. کار اصلی سردار اعظم، با هیکلی عظیم، جمع‌آوری پول و ثروت از راه‌های مختلف است.» پس از درگذشت قهرمان میرزا، لقب «صارم‌الدوله» به اکبر میرزا پسر ظل‌السلطان منتقل شد.

## ازدواج و فرزندان
قهرمان میرزا با شوکت‌السلطنه دختر ظل‌السلطان و همدم الملوک (دختر امیرکبیر) ازدواج کرد. فرزندان او عبارت بودند از:
1. ابوالفتح قهرمان سردار اعظم دوم (۱۸۹۷–۱۹۸۶) با فروغ‌اشرف بیات خواهرزاده محمد مصدق ازدواج کرد.
2. اخترالسلطنه قهرمان، با سپهبد امان‌الله جهانبانی ازدواج کرد.[۴]
3. افتخارالدوله قهرمان، با علیرضا بختیار (امیراکرم) پسر غلامحسین خان سالار محتشم ازدواج کرد. [نیازمند منبع]